# Arrondissement Montbéliard
Montbéliard is een arrondissement van het Franse departement Doubs in de regio Bourgogne-Franche-Comté. De onderprefectuur is Montbéliard. Oorspronkelijk werd het arrondissement opgericht op 17 februari 1800 als het arrondissement Saint-Hippolyte, in 1816 werd de onderprefectuur verplaatst naar Montbéliard.

## Kantons
Het arrondissement was tot 2014 samengesteld uit de volgende kantons:
- kanton Audincourt
- kanton Clerval
- kanton Étupes
- kanton Hérimoncourt
- kanton L'Isle-sur-le-Doubs
- kanton Maîche
- kanton Montbéliard-Est
- kanton Montbéliard-Ouest
- kanton Pont-de-Roide
- kanton Saint-Hippolyte
- kanton Sochaux-Grand-Charmont
- kanton Valentigney

Na de herindeling van de kantons bij decreet van 25 februari 2014, met uitwerking op 22 maart 2015, omvat het volgende kantons:
- kanton Audincourt
- kanton Bavans  (deel : 68/71)
- kanton Bethoncourt
- kanton Maîche
- kanton Montbéliard
- kanton Valdahon  (deel : 10/58)
- kanton Valentigney